# Comuna Vladimirci
Vladimirci ( pronunțat ca Vladimirți) este o comună localizată în Serbia, în Districtul Mačva. Comuna cuprinde 29 sate.

## Localități componente
- Mačva
- Belotić
- Beljin
- Bobovik
- Vlasenica
- Vukošić
- Vučevica
- Debrc
- Dragojevac
- Zvezd
- Jazovnik
- Jalovik
- Kaona
- Kozarica
- Krnić
- Krnule
- Kujavica
- Lojanice
- Matijevac
- Mesarci
- Mehovine
- Mrovska
- Novo Selo
- Pejinović
- Provo
- Riđake
- Skupljen
- Suvo Selo
- Trbušac